# Гепатотоксичність
Гепатотоксичність — це властивість хімічних речовин викликати структурно-функціональні порушення печінки. Хімічні речовини, що викликають травмування печінки, називаються гепатотоксинами. Індуковані ліками ушкодження печінки є причиною 5% усіх потраплянь у лікарню та 50% всіх гострих порушень роботи печінки.
Гепатотоксичність можуть викликати деякі медикаменти, хімічні речовини, що застосовуються в лабораторіях та галузях промисловості, а також та рослинні засоби. Понад 900 препаратів були причетні до заподіяння травми печінки, і це найпоширеніша причина виведення медпрепаратів з ринку. Гепатотоксичність та індукована лікарськими ушкодженнями печінка також спричиняють значну кількість складних збоїв, підкреслюючи необхідність моделей прогнозування токсичності та аналізів лікарського скринінгу, таких як гепатоцитоподібні клітини, що походять від стовбурових клітин, здатних виявити токсичність на початку розробки ліків. Хімічні речовини часто завдають субклінічної травми печінці, що проявляється лише як аномальні аналізи печінкових ферментів.

## Лікування
У більшості випадків функція печінки повернеться до нормального стану, якщо припинити вживання препарату, що викликає порушення. Крім того, пацієнту може знадобитися підтримувальне лікування. Однак при токсичності ацетамінофену початкове ушкодження може бути фатальним. Повноцінна печінкова недостатність спричинена медикаментозною гепатотоксичністю може потребувати трансплантації печінки. У минулому застосовували глюкокортикоїди з алергічними ознаками та урсодезоксихолеву кислоту в холестатичних випадках, але немає жодних вагомих доказів, які б підтверджували їх ефективність.